# 范鍈
范鍈（1430年—1500年），字彥俊，號直軒，江西南昌府豐城縣人，明朝政治人物。進士出身。

## 生平
江西鄉試第九十三名。天順四年（1460年）庚辰科會試第一百四十五名，殿試登進士第三甲第十六名。初授行人司行人，成化七年四月选授都察院问刑，授官河南道監察御史，九年巡按陝西，專理茶禁。三邊缺馬，以茶易馬，官茶行而邊馬足。遷荊州府知府，停藩府修造，行均徭法，民稱之。二十三年（1487年）三月官至廣東布政司左參政。弘治二年（1489年）四月因前任荆州知府时，管粮通判等官侵欺官粮至二十馀万石，锳失于觉察，被令冠带闲住。

## 家族
曾祖父范孔京。祖父范貴，曾任主簿 封知縣。父亲范衷，曾任汝州知州。另兄弟范鏞皆為進士。